# Världsmästerskapen i bordtennis 1930
Världsmästerskapen i bordtennis 1930 spelades i Berlin under perioden 21-26 januari 1930.

## Medaljörer

### Lag
| Disciplin            | Guld                                                                       | Silver                                                                               | Brons                                                                                             |
| Herrarnas lagtävling | Ungern Viktor Barna Laszlo Bellak Lajos David István Kelen Miklós Szabados | Sverige Carl-Eric Bülow Valter Kolmodin Hille Nilsson Folke Pettersson Henry Wilbert | Tjeckoslovakien Mikulas Fried Bohumil Hajek Zdenek Heydusek Antonin Malecek Bedrich Fritz Nikodem |

### Individuellt
| Disciplin   | Guld                              | Silver                      | Brons                          |
| Herrsingel  | Viktor Barna                      | Laszlo Bellak               | István Kelen                   |
| Herrsingel  | Viktor Barna                      | Laszlo Bellak               | Lajos Leopold David            |
| Damsingel   | Mária Mednyánszky                 | Anna Sipos                  | Josefine Kolbe                 |
| Damsingel   | Mária Mednyánszky                 | Anna Sipos                  | Gertrude Wildham               |
| Herrdubbel  | Viktor Barna Miklós Szabados      | Alfred Liebster Robert Thum | Laszlo Bellak Sándor Glancz    |
| Herrdubbel  | Viktor Barna Miklós Szabados      | Alfred Liebster Robert Thum | Valter Kolmodin Hille Nilsson  |
| Damdubbel   | Mária Mednyánszky Anna Sipos      | Magda Gal Marta Komaromi    | Josefine Kolbe Etta Neumann    |
| Damdubbel   | Mária Mednyánszky Anna Sipos      | Magda Gal Marta Komaromi    | Helly Reitzer Gertrude Wildham |
| Mixeddubbel | Miklós Szabados Mária Mednyánszky | István Kelen Anna Sipos     | Viktor Barna Magda Gal         |
| Mixeddubbel | Miklós Szabados Mária Mednyánszky | István Kelen Anna Sipos     | Sándor Glancz Ingeborg Carnatz |

### Fotnoter
1. ↑  ”World Championships Results”. ITTF Museum. Arkiverad från originalet den 11 maj 2012. https://web.archive.org/web/20120511103023/http://www.ittf.com/museum/results/WorldChresults.html. Läst 7 april 2012.
2. ↑  ”ITTF Statistics”. ittf.com. Arkiverad från originalet den 4 mars 2016. https://web.archive.org/web/20160304043315/http://www.ittf.com/ittf_stats/All_events4.asp?Competition_ID=4. Läst 7 april 2012.